# Wilcze Gardło (Gliwice)
Wilcze Gardło – dzielnica miasta Gliwice od 1975 roku.
Jest najmniejszą dzielnicą miasta, w której dominuje typowo willowe budownictwo.
W dzielnicy znajdują się Przedszkole Niepubliczne „Słoneczko” oraz Szkoła Podstawowa nr 2.
W strukturze kościoła rzymskokatolickiego osiedle należy do parafii św. Bartłomieja w Smolnicy.
Zapis z 1946 roku: "Jest to osiedle, wybudowane przez niemców w latach 1937—1941 pod nazwą „Dankopfersiedlung der S. A. — Glaubenstadt". Miejscowość ta posiada 290 domów mieszkalnych, rozmieszczonych przy 12 ulicach z dużym placem rynkowym w pośrodku. Całe osiedle ma charakter czysto mieszkalny i nie posiada żadnych gospodarstw rolnych. Osiedle jako takie na mapach nie jest dotąd wykazane. Według materiałów katastralnych teren pod osiedle wydzielony został z północnej części miejscowości Smolnica i graniczy od zachodu z Sośnicowicami, a od północy z Ostropą. Nazwa polska „Wilcze Gardło" pochodzi stąd, że ludność miejscowa od dawna teren obecnego osiedla tak nazywała".

## Historia
Wilcze Gardło zostało zaprojektowane przez Rudolfa Fischera, niemieckiego architekta z Bytomia. Zostało wybudowane w latach 1937–1941 przez Niemców, na terenie podmokłego lasku należącego do wsi Smolnica (niem. Smolnitz do 1936 i Eichenkamp w latach 1936–1945), nazywanego Wilkiem (źródła potoku Rzyketka). Osiedle było przeznaczone do zamieszkania przede wszystkim przez funkcjonariuszy NSDAP, członków SA i SS. Kamień węgielny pod jego budowę położył w 1937 r. osobiście szef sztabu SA Viktor Lutze. Pierwsze rodziny członków SA wprowadziły się tu w 1940 r. Budowę osiedla kończyli jeńcy angielscy i francuscy, zakwaterowani w specjalnie postawionym baraku.
1 kwietnia 1941 roku osiedle stało się samodzielną jednostką administracyjną, a robocza nazwa osiedla SA-Siedlung Eichenkamp została zmieniona na Glaubenstadt (Miasto Wiary), wraz z wydzieleniem obszaru lokacyjnego o powierzchni 63,7353 ha. W 1945 roku osiedle nazwano „Wilcze Gardło” (autor nazwy nieznany), chociaż nadal jest potocznie używana przez część mieszkańców osiedla i okolicznych wsi nazwa „Wilk”. W roku 1939 osiedle liczyło 26 mieszkańców.
Po wojnie zamieszkali tu w dużej części reemigranci z Lotaryngii, którzy przybyli w latach 1947–1948, oraz rodziny górnicze z okolicznych wsi. Od 1952 do 1975 roku Wilcze Gardło było samodzielną jednostką administracyjną w ramach powiatu gliwickiego. Było również najmniejszą gminą w Polsce, na dodatek korzystającą z tych samych praw administracyjnych co miasta wydzielone. Na początku lat 70. osiedle brało udział w ogólnopolskich konkursach czystości, zajmując pierwsze miejsca. Pieniądze z nagród wykorzystano między innymi do wybetonowania szutrowych ulic. Po reformie administracyjnej w 1975 roku zostało przyłączone do Gliwic. W roku 1961 liczyło 1653 mieszkańców, a dziewięć lat później 1559. W latach siedemdziesiątych osiedlowe domki jednorodzinne, do tej pory podlegające Administracji Domów Mieszkalnych, zostały sprzedane, głównie dotychczasowym mieszkańcom (prawo pierwokupu).
W 1962 roku w lasku położonym na południe od dzielnicy został założony cmentarz komunalny.

## Architektura

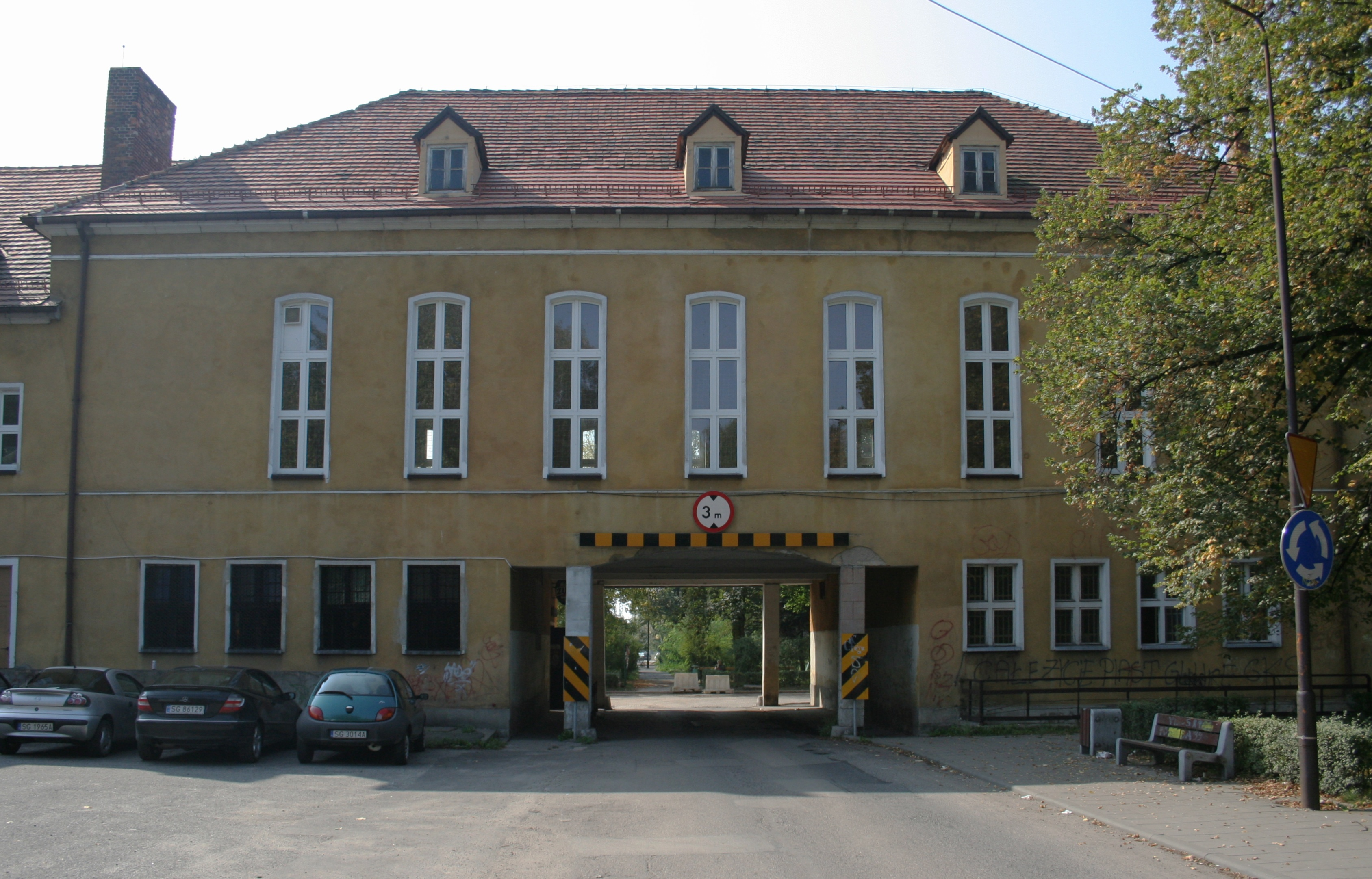
Budynek bramny

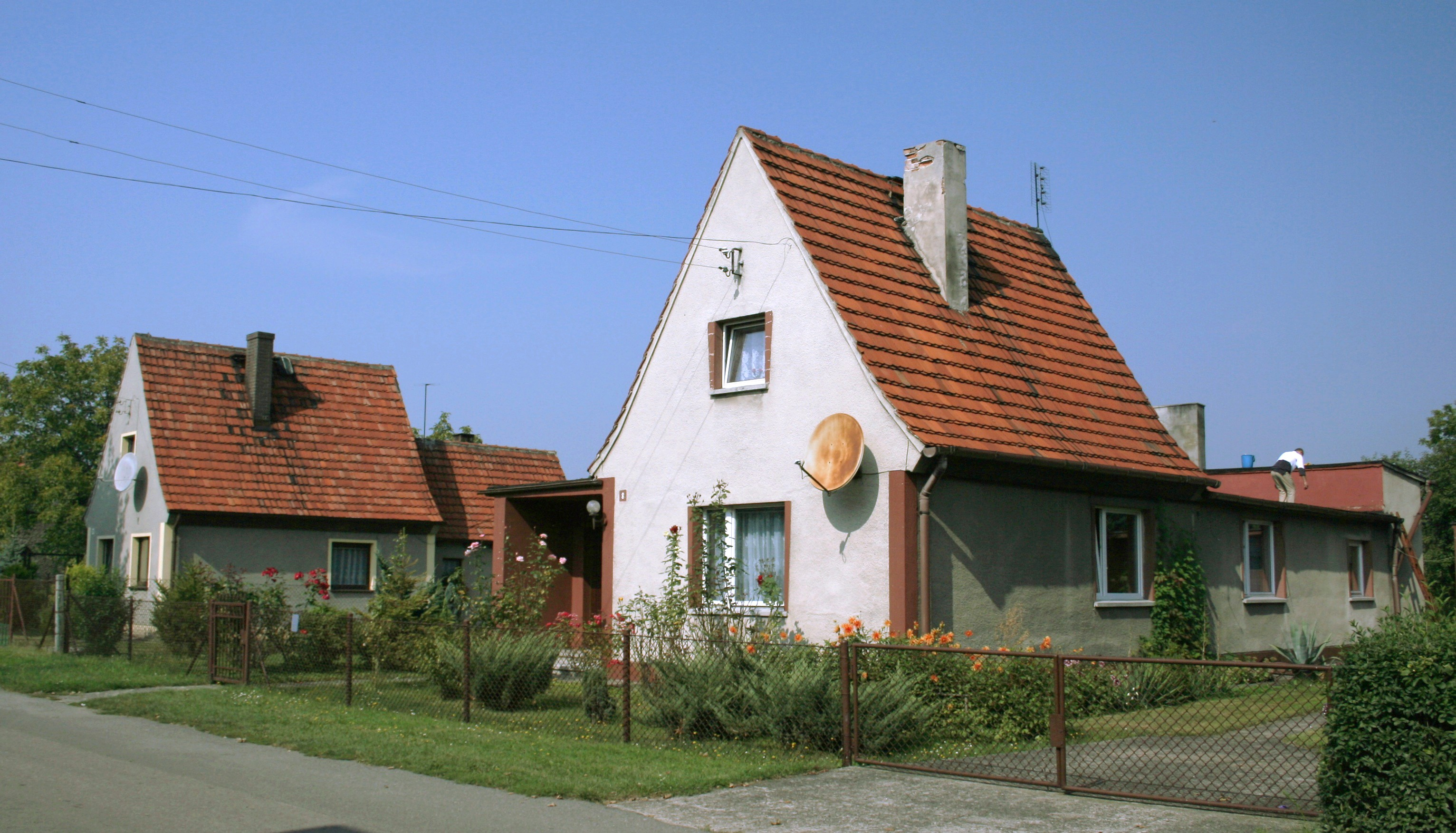
Domy jednorodzinne

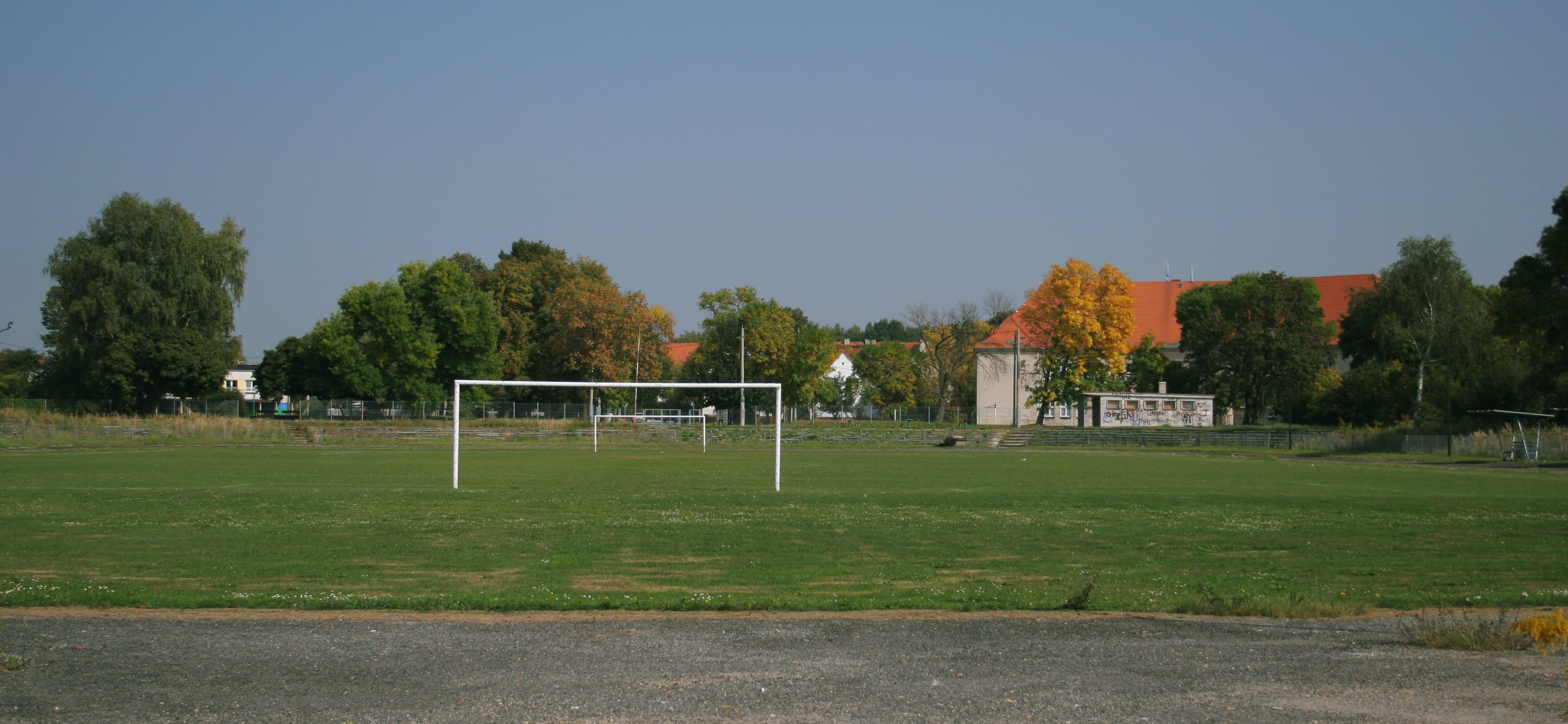
Boisko w centrum dzielnicy

Osiedle zostało zaprojektowane na wzór starogermańskiej wioski. Na osi głównej drogi dojazdowej do osiedla (obecna ul. Traktorzystów) zaprojektowano reprezentacyjny Dom Wspólnoty (Gemeinschaftshaus), pełniący też funkcję budynku bramnego. Za bramą znajdował się rynek (obecny plac Jaśminu), którego pierzeje tworzą budynki wielorodzinne z lokalami usługowymi na parterze. Zamknięciem całego założenia jest budynek szkoły z boiskiem, który otaczają kolejne pierścienie domów jednorodzinnych.
Podstawowy typ zabudowy to niewielkie, dwukondygnacyjne domy wolnostojące (rzadziej bliźniacze), sytuowane na działkach o średniej powierzchni około 1300 m². Osiedle nie zostało ostatecznie ukończone według oryginalnych planów.
Obecnie zurbanizowany obszar zajmowany przez osiedle powiększa się z powodu rozbudowy przyległej do niego północnej części Smolnicy (leżącej na terenie sąsiedniej gminy Sośnicowice).

## Inne obiekty
W zachodniej części lasku położonego w południowej części osiedla zlokalizowano ujęcie wody pitnej dla osiedla, z własną pompownią, ulokowaną w budynku podobnym do typowego domku na osiedlu. Pompownia ta została uruchomiona kilka lat po zakończeniu wojny, choć prawdopodobnie pracowała już w czasie wojny. Ujęcie wody obecnie jest połączone z siecią wodociągową Gliwic. W lasku tym znajdują się dwa źródła potoku Rzykietka, obmurowane w sposób umożliwiający łatwe pobieranie wody przez mieszkańców w przypadku awarii wodociągu.
W południowej części lasku były strzelnice, z których mniejszą używano podczas ćwiczeń osiedlowego oddziału samoobrony jeszcze w latach 70. XX wieku. Na obecność strzelnic wskazują obecnie wały ziemne. Jeszcze bardziej na południe od strzelnic, w jarze potoku Rzykietka, miało powstać kąpielisko. Na zachód od planowanego kąpieliska można zobaczyć ruiny osiedlowego szamba, do którego spływały ścieki z budynków użyteczności publicznej osiedla i domów wielorodzinnych. Ścieki z domków jednorodzinnych na ogół były kierowane do rowów znajdujących się na granicy posesji położonych przy sąsiednich ulicach.
W środkowej części tego lasku, na polanie, znajdowało się boisko, które pod koniec lat 70. XX wieku zostało zalesione.